# آفریقایی‌سازی
آفریقایی‌سازی دلالت بر فرایندی دارد که در زمینه‌های گوناگون مخصوصاً دگرگونی جای‌نام‌های جغرافیایی و نام افراد و خدمات دولتی از طریق بومی‌سازی اجرا شده‌است.

## آفریقایی‌سازی نام‌ها
آفریقایی‌سازی نام‌ها به فرایندی گفته می‌شود که جای‌نام‌ها را از نامی اروپایی به نامی آفریقایی برای بازتاب هرچه‌بیشتر هویت آفریقایی دگرگون می‌سازد. در این دگرگونی‌ها نام آفریقایی نو لزوماً ترجمهٔ نام پیشین اروپایی نیست.
در طول دوران استعمار بسیاری از جای‌نام‌ها دچار انگلیسی‌سازی یا فرانسوی‌سازی شد.

### جای‌نام‌ها

#### نام کشورها
فهرستی از کشورها که طی سدهٔ پیش به‌سبب اتحاد یا تجزیه یا کسب استقلال یا تغیر رژیم دچار تغییر نام شده‌انذ:
| نام پیشین                            | سال  | نام کنونی                      |
| ------------------------------------ | ---- | ------------------------------ |
| جمهوری داهومی                        | ۱۹۷۵ | جمهوری بنین                    |
| تحت‌الحمایگی بچوانلند                 | ۱۹۶۶ | جمهوری بوتسوانا                |
| جمهوری ولتای علیا                    | ۱۹۸۴ | بورکینافاسو                    |
| اوبانگی-شاری                         | ۱۹۶۰ | جمهوری آفریقای مرکزی           |
| جمهوری زئیر                          | ۱۹۹۷ | جمهوری دموکراتیک کنگو          |
| کنگوی فرانسوی                        | ۱۹۶۰ | جمهوری کنگو                    |
| گینه اسپانیایی                       | ۱۹۶۸ | جمهوری گینه استوایی            |
| ساحل طلا                             | ۱۹۵۷ | جمهوری غنا                     |
| بخشی از آفریقای غربی فرانسه          | ۱۹۵۸ | جمهوری گینه                    |
| گینه پرتغالی                         | ۱۹۷۴ | جمهوری گینه بیسائو             |
| Basutoland, Territory of             | ۱۹۶۶ | پادشاهی لسوتو                  |
| Nyasaland Protectorate               | ۱۹۶۴ | جمهوری مالاوی                  |
| French Sudan                         | ۱۹۶۰ | جمهوری مالی                    |
| South West Africa                    | ۱۹۹۰ | جمهوری نامیبیا                 |
| آفریقای خاوری آلمان / رواندا-اوروندی | ۱۹۶۲ | جمهوری رواندا / جمهوری بوروندی |
| زنگبار / تانگانیکا                   | ۱۹۶۴ | جمهوری تانزانیا                |
| بوگاندا                              | ۱۹۶۲ | جمهوری اوگاندا                 |
| رودزیای شمالی                        | ۱۹۶۴ | جمهوری زامبیا                  |
| رودزیای جنوبی                        | ۱۹۸۰ | جمهوری زیمبابوه                |